# New Orleans Motor

New Orleans von 1900

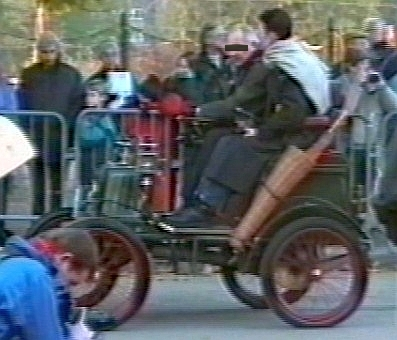
New Orleans von 1900

New Orleans war eine britische Automarke.

## Unternehmensgeschichte
Das Unternehmen Burford, Van Toll & Co aus Twickenham begann 1900 mit der Produktion von Automobilen. 1901 erfolgte eine Umbenennung in New Orleans Motor Co Limited. Die Fahrzeuge wurden als „New Orleans“ vermarktet. Als 1905 das Unternehmen in Orleans Motor Co Limited umbenannt wurde, änderte sich auch der Markenname in Orleans.

## Fahrzeuge
Das erste Modell 3 ½ HP war ein Lizenzbau des belgischen Vivinus. Es war mit einem Einzylindermotor mit 707 cm³ Hubraum ausgestattet. Zwischen 1900 und 1901 gab es außerdem das Modell 7 CV mit Zweizylindermotor und anfangs 1408 cm³, später 1418 cm³ Hubraum. Von 1902 bis 1904 wurde das Zweizylindermodell 9 HP angeboten. 1904 folgten die Vierzylindermodelle 12 HP und 14 HP. Das größte Modell war der 15 HP mit einem Vierzylindermotor und 3456 cm³ Hubraum, den es zwischen 1904 und 1905 gab.
Zwei Fahrzeuge dieser Marke nehmen gelegentlich am London to Brighton Veteran Car Run teil.